# Sarah Schweizer
Sarah Schweizer (* 17. Oktober 1983 in Göppingen) ist eine deutsche Politikerin (CDU). Seit 2021 ist sie Abgeordnete im Landtag von Baden-Württemberg.

## Leben
Schweizer wuchs als ältestes von sechs Geschwistern auf. Sie besuchte zunächst die Grundschule in Deggingen, dann das Michelberg-Gymnasium in Geislingen an der Steige und machte schließlich 2003 am Justus-von-Liebig-Schule in Göppingen ihr Abitur. Von 2003 bis 2009 folgte ein Studium der Rechtswissenschaft an der Universität Konstanz und in Berlin, das sie mit dem ersten Staatsexamen abschloss. Währenddessen arbeitete sie von 2007 bis 2010 als studentische Mitarbeiterin für den Göppinger Bundestagsabgeordneten Klaus Riegert. Von 2009 bis 2011 absolvierte sie ihr Rechtsreferendariat, unter anderem im Bundeskanzleramt und in der Vertretung des Landes Baden-Württemberg beim Bund. 2011 legte sie das zweite Staatsexamen ab. Von 2011 bis 2015 war sie als angestellte Rechtsanwältin in einer Großkanzlei in München und Berlin. Seit 2015 ist sie selbstständig mit eigener Kanzlei in Göppingen, die sich auf Wirtschaftsrecht spezialisiert hat.

## Politik
Schweizer ist seit 2018 Vorsitzende des CDU-Stadtverbandes Göppingen und ebenfalls seit 2018 Beisitzerin im Landesvorstand der Kommunalpolitischen Vereinigung der CDU Baden-Württemberg. Außerdem ist sie Mitglied in der Mittelstands- und Wirtschaftsunion. Seit 2019 ist sie stellvertretende Vorsitzende des CDU-Kreisverband Göppingen. Ebenfalls seit 2019 ist sie Mitglied im Göppinger Gemeinderat.
Bei der Landtagswahl in Baden-Württemberg 2021 wurde Schweizer über ein Zweitmandat im Wahlkreis Göppingen in den Landtag gewählt.